# Acid fenilacetic
Acidul fenilacetic (denumit și acid α-toluic sau acid feniletanoic) este un compus organic ce conține un rest fenil legat de un rest de acid acetic. Este un compus solid, alb, cu un miros de miere. La nivelul organismului, este un produs al catabolismului fenilalaninei. Este un compus aflat sub control legal în unele state, deoarece este utilizat pentru obținerea de fenilacetonă, un precursor al amfetaminelor.

## Obținere

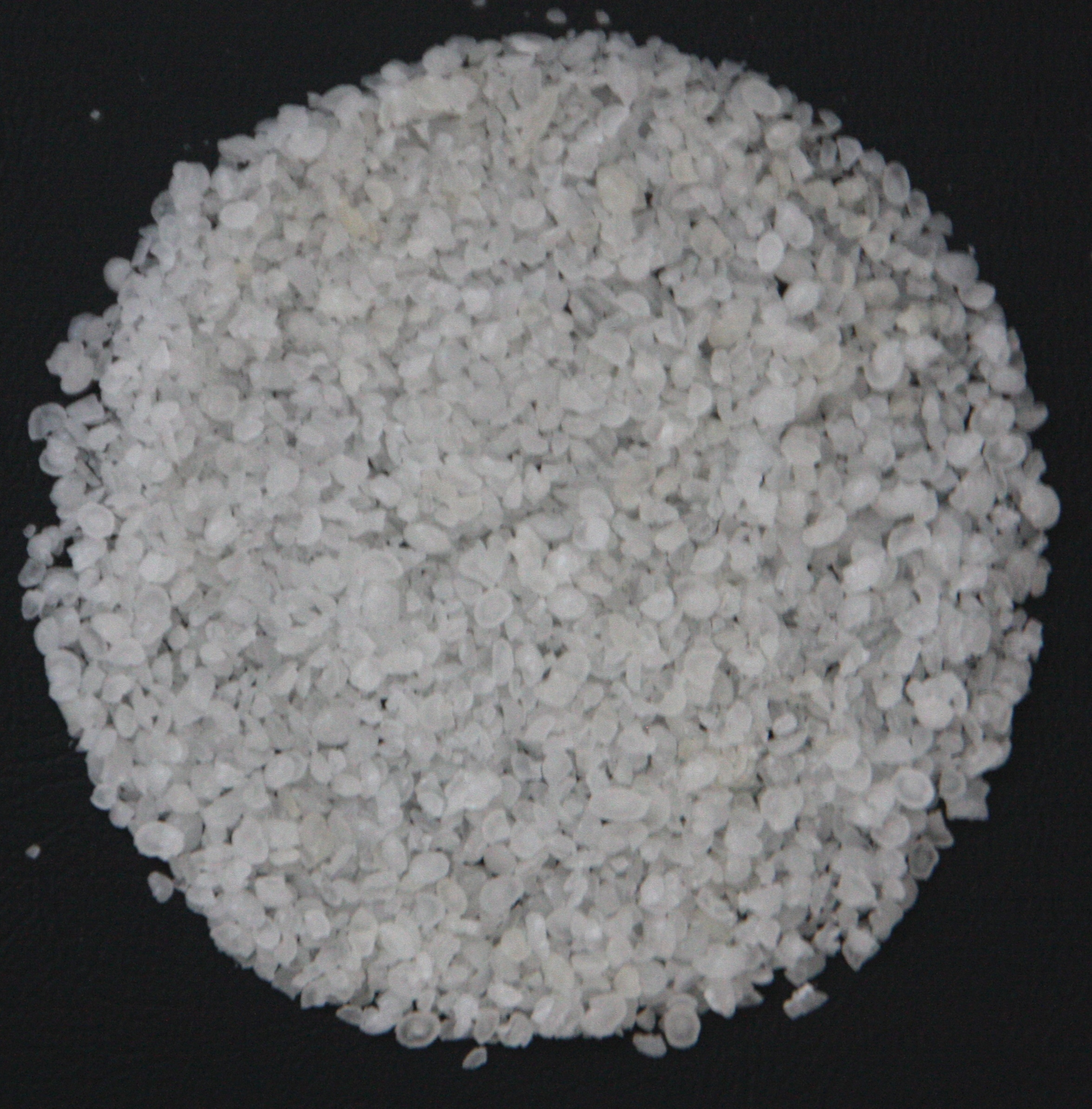
Aspectul compusului

Acidul fenilacetic poate fi obținut în urma unei reacții de hidroliză a cianurii de benzil (fenilacetonitril):